# Tubigon
Tubigon è una municipalità di quarta classe delle Filippine, situata nella Provincia di Bohol, nella Regione del Visayas Centrale.
Tubigon è formata da 34 baranggay:
- Bagongbanwa
- Banlasan
- Batasan (Batasan Island)
- Bilangbilangan (Bilangbilangan Island)
- Bosongon
- Buenos Aires
- Bunacan
- Cabulihan
- Cahayag
- Cawayanan
- Centro (Pob.)
- Genonocan
- Guiwanon
- Ilihan Norte
- Ilihan Sur
- Libertad
- Macaas

- Matabao
- Mocaboc Island
- Panadtaran
- Panaytayon
- Pandan
- Pangapasan (Pangapasan Island)
- Pinayagan Norte
- Pinayagan Sur
- Pooc Occidental (Pob.)
- Pooc Oriental (Pob.)
- Potohan
- Talenceras
- Tan-awan
- Tinangnan
- Ubay Island
- Ubojan
- Villanueva